# Ivar Bang
Ivar Christian Bang (født 28. oktober 1869, død 11. december 1918 i Lund) var en norsk læge og 
fysiolog, søn af Anton Christian Bang.
Bang blev student 1888 og cand. med. 1895. Efter at have været assistent ved det fysiologiske institut i 
Kria (1895-96) studerede han under et treaarigt Ophold dels i Tyskland, dels i Upsala fysiol. og medicinsk kemi. 1902 blev han konstitueret som Prof. i medicinsk kemi ved Lunds Universitet og efter en Konkurrence 1904 udnævnt til ordinær Prof. i samme Fag ved dette Univ., hvor han senere har virket. 
1905 blev han Dr. med. hon. c. ved Lunds Univ. B. har dels i norske, dels i tyske Tidsskr skrevet 
en lang Række Arbejder over fysiol.-kem. Spørgsmaal. Hans første Undersøgelser gjaldt 
Nucleoproteiderne og Nucleinsyrerne, senere har han særligt beskæftiget sig med Hæmolysen 
og Hæmolysinerne, med Lipoidsubstansernes fysiol. Kemi, med Sukkerdannelsen i Leveren og 
Sukkeret i Blodet. Han har til Bestemmelsen af Sukkeret udarbejdet Metoder, som har fundet almindelig udbredelse.